# Cuaenlairat negre
El cuaenlairat negre (Cercotrichas podobe) és una espècie d'ocell de la família dels muscicàpids (Muscicapidae). Habita zones àrides i palmerars de l'Àfrica Subsahariana, a gran part del Sahel, i la Península Aràbiga, a Mauritània, Mali, Burkina Faso, Senegal, Gàmbia, Níger, nord de Nigèria, Camerun, zona del Llac Txad, nord i centre del Sudan, nord d'Etiòpia, Eritrea, Djibouti, nord de Somàlia, centre d'Aràbia Saudí i el Iemen. El seu estat de conservació es considera de risc mínim.